# Klosterwalde
Klosterwalde è una frazione del città tedesca di Templin, nel Brandeburgo.

## Storia
Nel 2003 il comune di Klosterwalde venne soppresso e aggregato alla città di Templin.

## Geografia antropica
Alla frazione di Klosterwalde appartiene la località di Metzelthin.